# South Kelsey
South Kelsey är en ort och civil parish i Storbritannien.   Den ligger i grevskapet Lincolnshire och riksdelen England, i den sydöstra delen av landet, 220 km norr om huvudstaden London. South Kelsey ligger 24 meter över havet och antalet invånare är 571.
Terrängen runt South Kelsey är huvudsakligen platt, men österut är den kuperad. Terrängen runt South Kelsey sluttar västerut. Runt South Kelsey är det ganska tätbefolkat, med 70 invånare per kvadratkilometer. Närmaste större samhälle är Scunthorpe, 19,1 km nordväst om South Kelsey. Trakten runt South Kelsey består till största delen av jordbruksmark.